# 萱振賢継
萱振 賢継（かやふり かたつぐ）は、戦国時代の武将。畠山尾州家（政長流）の家臣。

## 生涯
萱振氏は河内国若江郡萱振（現在の大阪府八尾市萱振）を本貫地とする国人。長禄4年（1460年）には「遊佐披官」として「カヤフリ」氏の名が見られ、萱振氏は畠山氏の重臣である遊佐氏の被官、あるいは畠山氏内衆であっても早くから遊佐氏直系と言える存在であったと考えられる。永正5年（1508年）の将軍・足利義尹（義稙）の河内復帰以降は、若江郡の西隣に位置する渋川郡の支配を吉益氏とともに担っていた。
萱振には本願寺法主蓮如の子・蓮淳が創建した恵光寺があり、寺内町が形成されていた。萱振氏は賢継の頃には「米銭が充満し、国中の果報」と言われるほどの財力を持っていたとされ、萱振寺内町の経済活動との関連性が考えられる。
賢継は政長流畠山氏による河内支配を主導する河内守護代・遊佐長教の被官として、天文5年（1536年）もしくは6年（1537年）には慈願寺宛て長教書状の副状を出し、天文14年（1545年）に真観寺に宛て吉益匡弼との連署状を発給するなどしている。
天文20年（1551年）5月5日になると、長教が暗殺された。下手人は長教が帰依していた時宗の僧・珠阿弥で、珠阿弥は敵に買収されていたという。長教暗殺については賢継による謀反だという噂も立っており、また長教の後継者として、河内上郡代で高屋城にいる賢継は長教の弟の根来寺松坊（杉坊か）を推し、下郡代として飯盛山城にいる安見宗房は遊佐一族の遊佐太藤を推し、両者の間で対立が生じていた。
そこで長教の娘を妻として同盟関係にあった三好長慶が仲介に入り、宗房の息子が萱振方に婿入りすることで和睦が成立したかに見えた。しかし天文21年（1552年）2月10日、賢継は宗房に飯盛山城に招かれ、そこで殺害された。宗房はそのまま高屋城に向かうと萱振氏に同心する者たちを打ち殺し、中小路氏・田川氏・吉益氏が殺害されるなどして没落、北河内最大の領主である野尻治部も半死半生で逃げ延び、野尻氏の名跡は宗房の子が継いだ。賢継が擁立を図った長教の弟は、政長流畠山氏の安定のために宗房を支持した三好長慶により殺害された。
この時粛清された賢継や中小路氏らは遊佐氏の内衆であるが、遊佐氏内衆筆頭の走井盛秀はこの後も安見宗房や畠山氏の直臣・丹下盛知とともに活動が見える。このことから長教の死後、遊佐氏内衆の中で萱振氏を中心とする勢力と走井氏を中心とする勢力との間で対立が生じ、丹下・安見が与した走井氏側によって萱振氏方の粛清が行われたものと思われる。
こうした畠山氏内衆同士の抗争によって畠山氏の支配体制は揺らぐこととなり、三好氏による河内支配への介入を招く結果となった。